# 3(o 17)beta-idrossisteroide deidrogenasi
La 3(o 17)beta-idrossisteroide deidrogenasi è un enzima appartenente alla classe delle ossidoreduttasi, che catalizza la seguente reazione:
testosterone + NAD(P)+ ⇄ androst-4-ene-3,17-dione + NAD(P)H + H+
L'enzima agisce anche su altri 3β- o 17β-idrossisteroidi, sul gruppo 3α-idrossi pregnani e acidi biliari, e sul benzene diidrodiolo. È differente rispetto alla 3alfa-idrossisteroide deidrogenasi (B-specifica) od alla 3alfa-idrossisteroide deidrogenasi (A-specifica).
.